# آلتان‌چوگچ
آلتان‌چوگچ، آلتان‌تسوگتس (به زبان مغولی: Алтанцөгц сум، [Altancögc sum]؛ ᠠᠯᠲᠠᠨ ᠴᠥ᠋ᠭᠦᠴᠡ ᠰᠤᠮᠤ، [altan čögüče sumu])، یا آلتین‌شوگس (به زبان قزاقی: Алтыншөгс сұмыны، التىن‌شوگس سۇمىنى‎) یک شهرستان در مغولستان است که در استان بایان‌اولگی واقع شده‌است.

## تقسیمات اداری
شهرستان آلتان‌چوگچ (آلتین‌شوگس) متشکل از ۴ قصبه (باغ) می‌باشد، شامل:
- اولان‌قارغانه (اولان‌قاراغان)
  - (مغولی: Улаан харгана баг، [Ulaan xargana bag]؛ ᠤᠯᠠᠭᠠᠨ ᠬᠠᠷᠭᠠᠨ᠎ᠠ ᠪᠠᠭ، [ulaɣan qarɣan-a baɣ])
  - (قزاقی: Ұлан қараған бағы، ۇلان قاراعان باعى‎)
- بایان‌بلاغ 
  - (مغولی: Баянбулаг баг، [Bajanbulag bag]؛ ᠪᠠᠶ᠋ᠠᠨᠪᠤᠯᠠᠭ ᠪᠠᠭ، [bayanbulaɣ baɣ])
  - (قزاقی: Баянбұлақ бағы، بايانبۇلاق باعى‎)
- خاش (قاس)
  - (مغولی: Хаш баг، [Xaš bag]؛ ᠬᠠᠰ ᠪᠠᠭ، [qas baɣ])
  - (قزاقی: Қас бағы، قاس باعى‎)
- چاغان‌تونگه
  - (مغولی: Цагаан түнгэ баг، [Cagaan tünge bag]؛ ᠴᠠᠭᠠᠨ ᠲᠦᠩᠭᠡ ᠪᠠᠭ، [čaɣan tüŋge baɣ])
  - (قزاقی: Шаған түңге бағы، شاعان تۇڭگە باعى‎)